# 龍吟庵
龍吟庵（りょうぎんあん）は、京都府京都市東山区にある臨済宗東福寺派の寺院で東福寺の塔頭である。
東福寺の主要伽藍の東北、本坊庫裏の背後から偃月橋（えんげつきょう）を渡った正面に位置する。東福寺第三世住持、無関普門（大明国師）の住居跡で、東福寺塔頭の第一位に置かれている。毎年11月に一般公開され、数年おきに「京の冬の旅」でも公開されることがある。

## 歴史
- 建暦2年（1212年） 信濃国にて無関普門（仏心大明国師）が誕生する。上京して東福寺開山円爾（聖一国師）のもとに参禅する。
- 建長3年（1251年） 無関普門が入宋する。
- 弘長2年（1262年） 無関普門が宋より帰国する。
- 弘安4年（1262年） 無関普門が一条実経の招きに応じて東福寺第三世住持となる。
- 正応4年（1291年） 無関普門により創建される。
- 正応4年（1291年） 12月12日、龍吟庵にて無関普門が死去する。

## 建造物
- 方丈（国宝）- 応仁の乱以前にさかのぼる室町時代初期に建造された現存最古の方丈建築。単層入母屋造、こけら葺。正面には両開き板唐戸の入口を設け、両端の柱間には遣戸をはめ込むなど、書院造に寝殿造風の名残もとどめている。
- 開山堂 - 方丈の背面に位置し、大明国師坐像（重要文化財）を安置する。
- 庫裏（重要文化財）
- 表門（重要文化財）

## 庭園

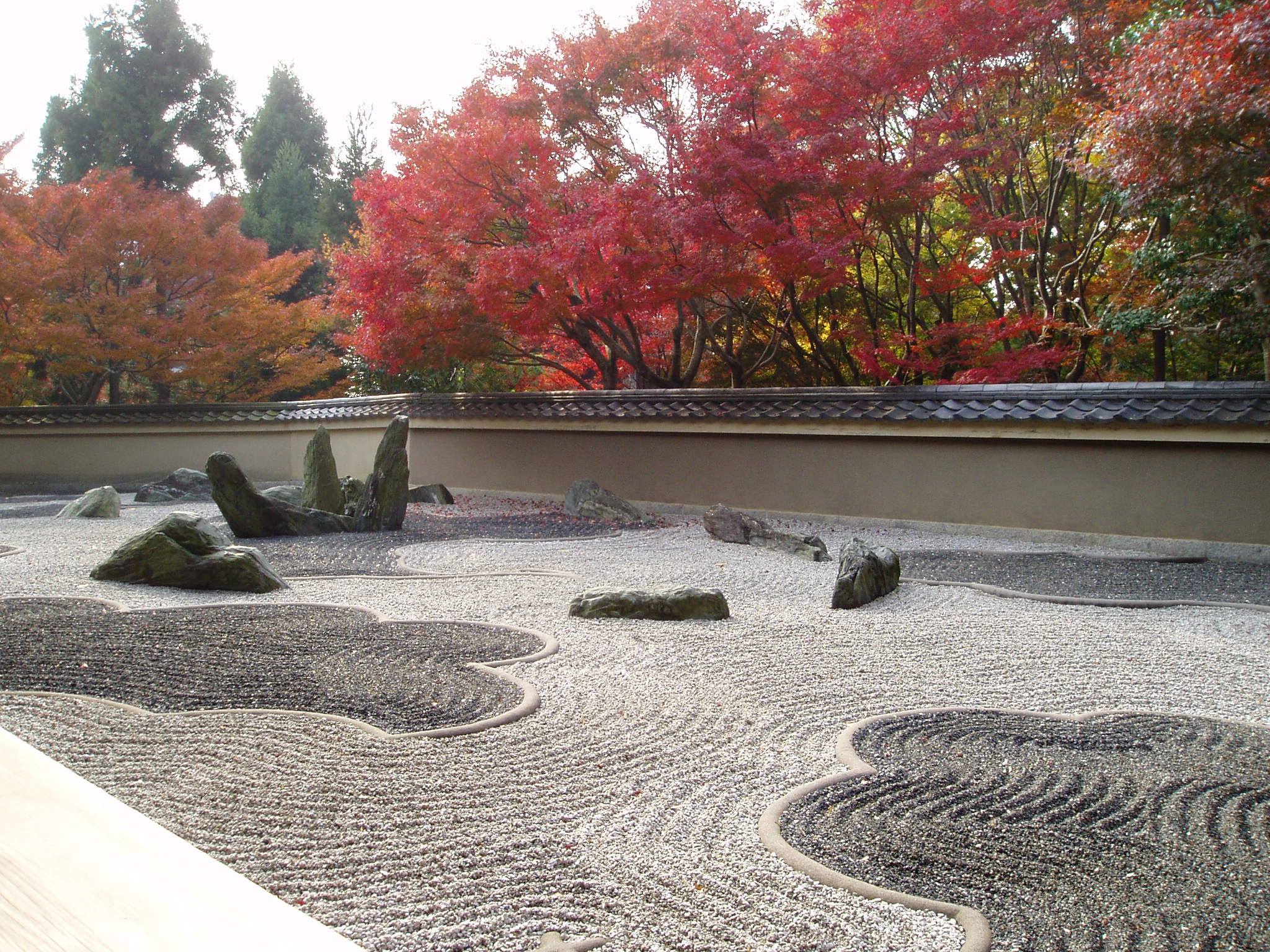
西庭「龍門の庭」

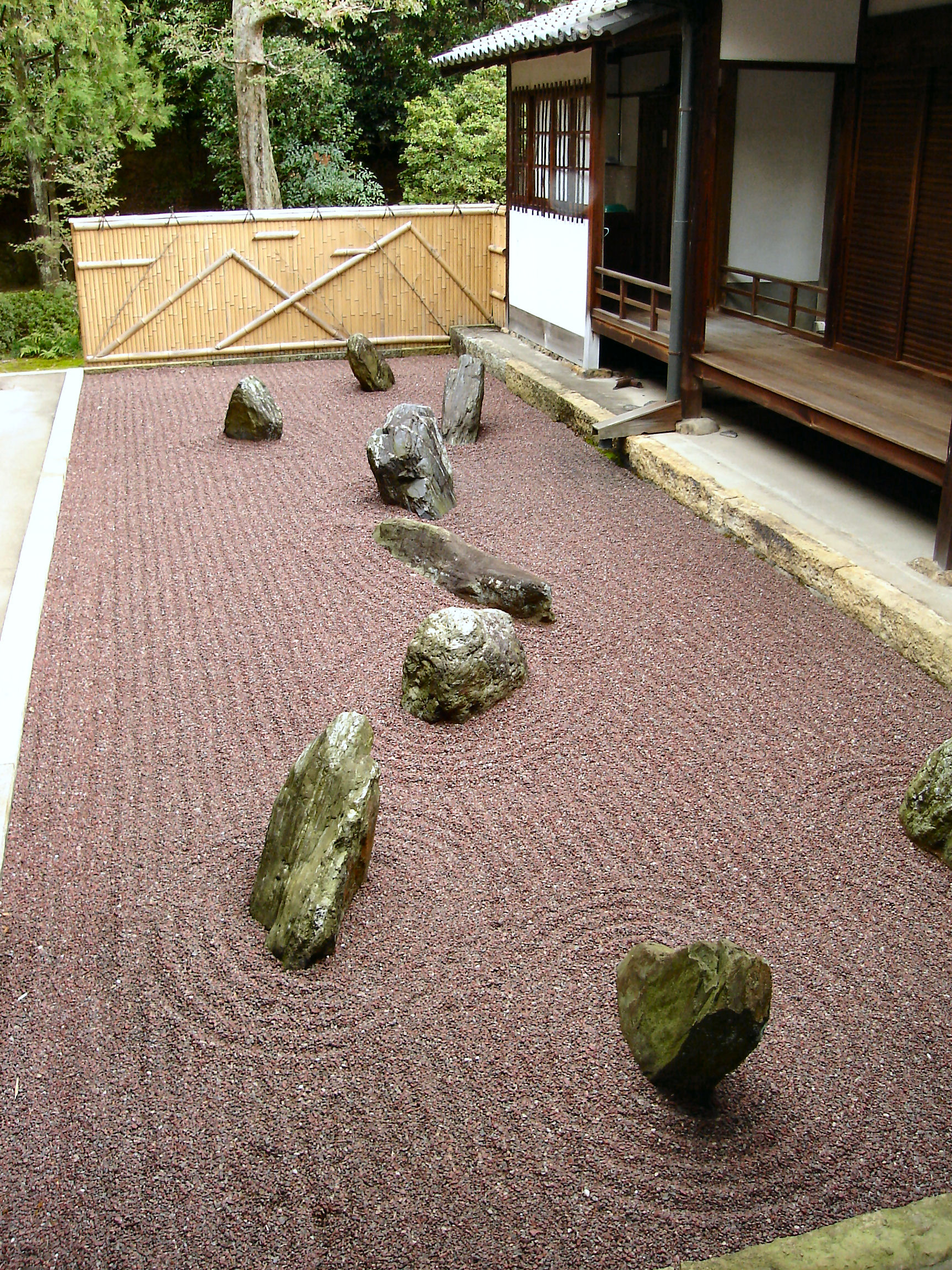
東庭「不離の庭」

方丈を囲んで東・西・南の三庭からなっている。いずれも重森三玲の手による枯山水の庭で、昭和39年（1964年）の作庭である。
南庭（無の庭）
方丈の前庭で、白砂を敷いただけのシンプルな庭になっている。
西庭（龍門の庭、清光苑）
龍吟庵の寺号に因んで、龍が海から顔を出して黒雲に乗って昇天する姿を石組みによって表現している。竹垣には稲妻模様が施されている。
東庭（不離の庭）
大明国師が幼少の頃、熱病にかかって山中に捨てられた時、二頭の犬が国師の身を狼の襲撃から守ったという故事を石組みで表している。鞍馬の赤石を砕いたものが敷かれている。

## 文化財

### 国宝
- 方丈

### 重要文化財
- 庫裏
- 表門
- 木造大明国師坐像（附 像内納入品）
  - （以下 像内納入品の明細）
  - 木製五輪塔（水輪水晶製）1基 内に金製舎利容器を納める
  - 緑瑠璃舎利壺 1口
  - 錦袋 2枚分
  - 版本諸尊図像陀羅尼（九重守）1巻 弘安八年二月十五日信聖刊記
  - 紙本墨書六尊種子 1紙
  - 古写経断片 4片
  - 香木 1片
  - 銅環 1箇
  - 銀箔 3枚分
  - 木箱 1合
  - 木製五輪塔 1基
  - 紙本墨書国師像内仏舎利之記 1帖 寛政元年奥書
- 銅無関禅師骨蔵器 1合（正応四年十二月十二日在銘）・石櫃 1合 龍吟庵庫裏北側出土
  - （以下 附指定）（龍吟庵無関禅師墓納置）
  - 銅骨蔵器 1合
  - 錫外筒 1合 寛政二年大（明）国師五百（遠）忌在銘
  - 石櫃 1合
  - 金銅経筒 1合 永仁弐年三月十五日行願在銘
  - 須恵器合子 2合[注釈 1]

## アクセス
- 京阪本線 鳥羽街道駅もしくは東福寺駅下車、徒歩
- JR奈良線 東福寺駅下車、徒歩